# Matadi
Matadi – miasto w zachodniej części Demokratycznej Republiki Konga, stolica prowincji Kongo Środkowe, na lewym brzegu rzeki Kongo, około 130 km od jej ujścia do Oceanu Atlantyckiego. Około 306 tys. mieszkańców.
Matadi zostało założone wraz z portem rzecznym 1886. Motorem rozwoju dla miasta stało się ukończenie w 1898 linii kolejowej do stolicy kraju, Kinszasy. 
Obecnie port pełni bardzo ważną rolę w gospodarce kraju, będąc terminalem przeładunkowym eksportowym i importowym kraju. W mieście rozwinął się przemysł spożywczy, chemiczny, drzewny oraz metalurgiczny.